# Perdita genalis
Perdita genalis är en biart som beskrevs av Timberlake 1964. Perdita genalis ingår i släktet Perdita och familjen grävbin. Inga underarter finns listade i Catalogue of Life.